# ساكو بيسونين
ساكو بيسونين (بالفنلندية: Saku Pesonen)‏ هو لاعب كرة قدم فنلندي في مركز حراسة المرمى، ولد في 30 نوفمبر 1985 في لابينرنتا في فنلندا. لعب مع نادي لاهتي وهكا.

## وصلات خارجية
- ساكو بيسونين على موقع قاعدة بيانات كرة القدم.إي يو (الإنجليزية)
- ساكو بيسونين على موقع Soccerway.com (الإنجليزية)
- ساكو بيسونين على موقع عالم كرة القدم.نت (الإنجليزية)